# 중랑천
중랑천(中浪川)은 한강의 여러 지류 중 하나로 경기도 양주시 양주동에서 발원하여 경기도 의정부시를 거쳐 서울특별시 성동구 금호동과 성수동의 강변북로 교량 아래에서 한강과 합류하는 대한민국의 국가하천이다. 추가령 구조곡을 따라 흐른다.

## 하천 이름 유래
조선시대까지 한내, 한천(漢川), 송계천(松溪川), 중량포(中梁浦), 충량포(忠良浦) 등으로 부르던 것을 일제강점기때 중랑천(中浪川)으로 부르기 시작하면서 현재의 명칭으로 변경되었다.

## 범람 사고
1998년 5월 2일 집중호우로 인해 중랑천이 범람하였으며, 하천수가 다량 유입되어 태릉입구역이 침수되었다. 이 사고 여파로 인해 9일간 서울 지하철 7호선 전구간 운행이 중단되었으며, 서울 지하철 6호선 개통이 지연되었다.

## 중랑천의 위치와 옛날
하천연장은 37km이며, 최대너비는 150m이고 유역면적은 288km2이다. 경기도와 서울특별시의 경계 부분은 서원천(書院川)이라 하고 서울특별시 도봉구 창동(倉洞) 부근에서는 한천[漢川]이라고 한다. 서울특별시의 시계 밖을 흐르는 부분 700m를 제외하고 서울특별시의 직할하천으로서는 19.3km이다. 서울특별시 동대문구 이문동(里門洞) 부근에서는 중랑천과 중랑개[中浪浦]가 되어 계속 남류하다가 장안교(長安橋)와 군자교(君子橋)를 지나서 청계천(淸溪川)과 만나 서쪽으로 꺾여 한강으로 들어간다. 청계천, 도봉천(道峰川), 우이천(牛耳川) 등의 지류가 있다. 옛날에도 청계천과 중랑천의 하천오염이 심하던 모양으로 서빙고(西氷庫)에서 하던 채빙(採氷)을 두모포(豆毛浦:현재 玉水洞) 쪽으로 장소를 옮겼다는 기록이 있다. 1979년에 중랑천 하수처리장이 건설되었다.

## 중랑천의 주요 지류
중랑천의 주요 지류로는 청계천, 전농천, 우이천, 도봉천, 당현천, 면목천, 방학천, 부용천, 호원천, 광사천 등이 있다.

## 갤러리

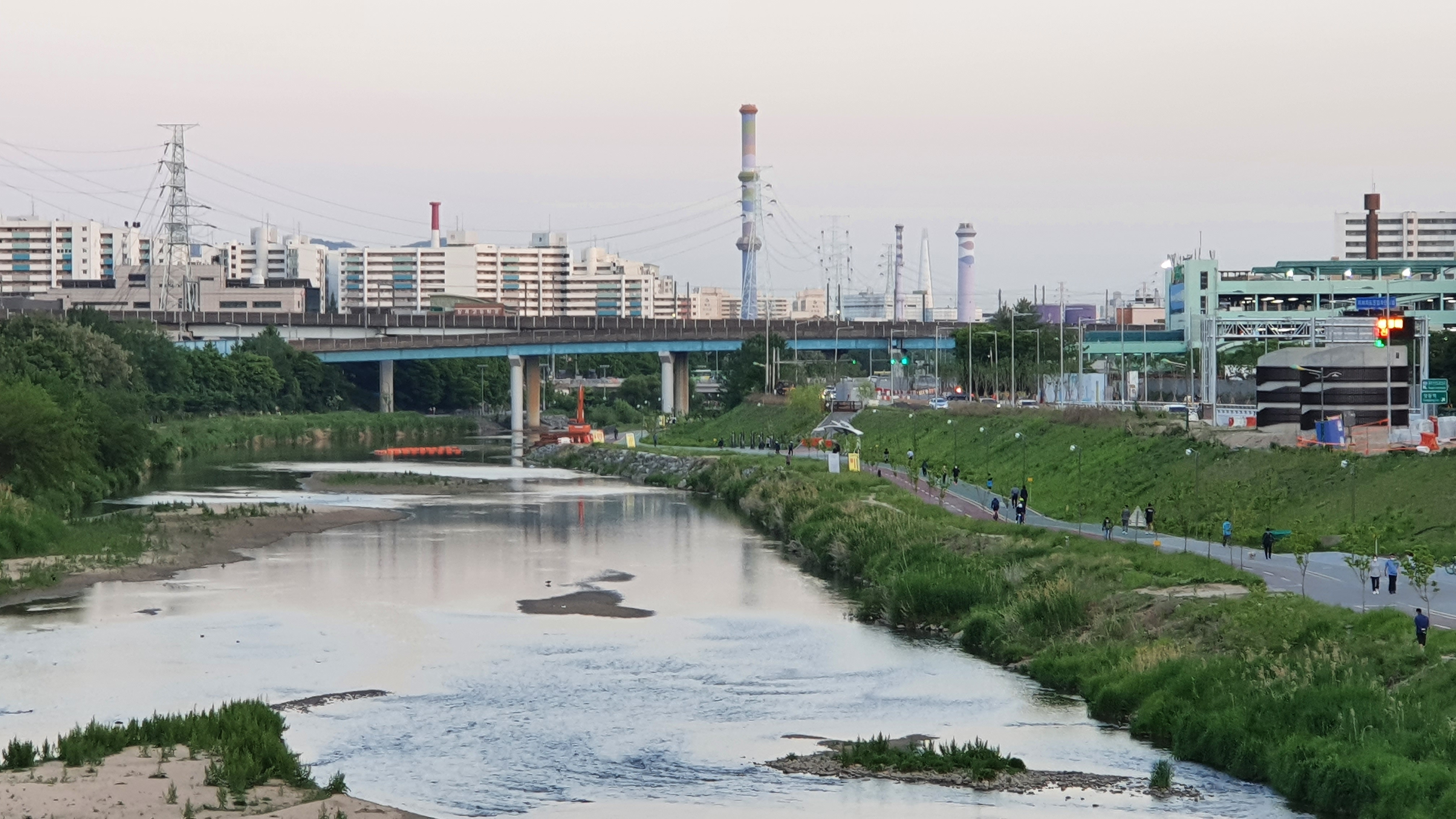
노원구와 도봉구의 경계를 이루고 있는 중랑천의 모습. 왼쪽이 노원구이며, 오른쪽이 도봉구다.
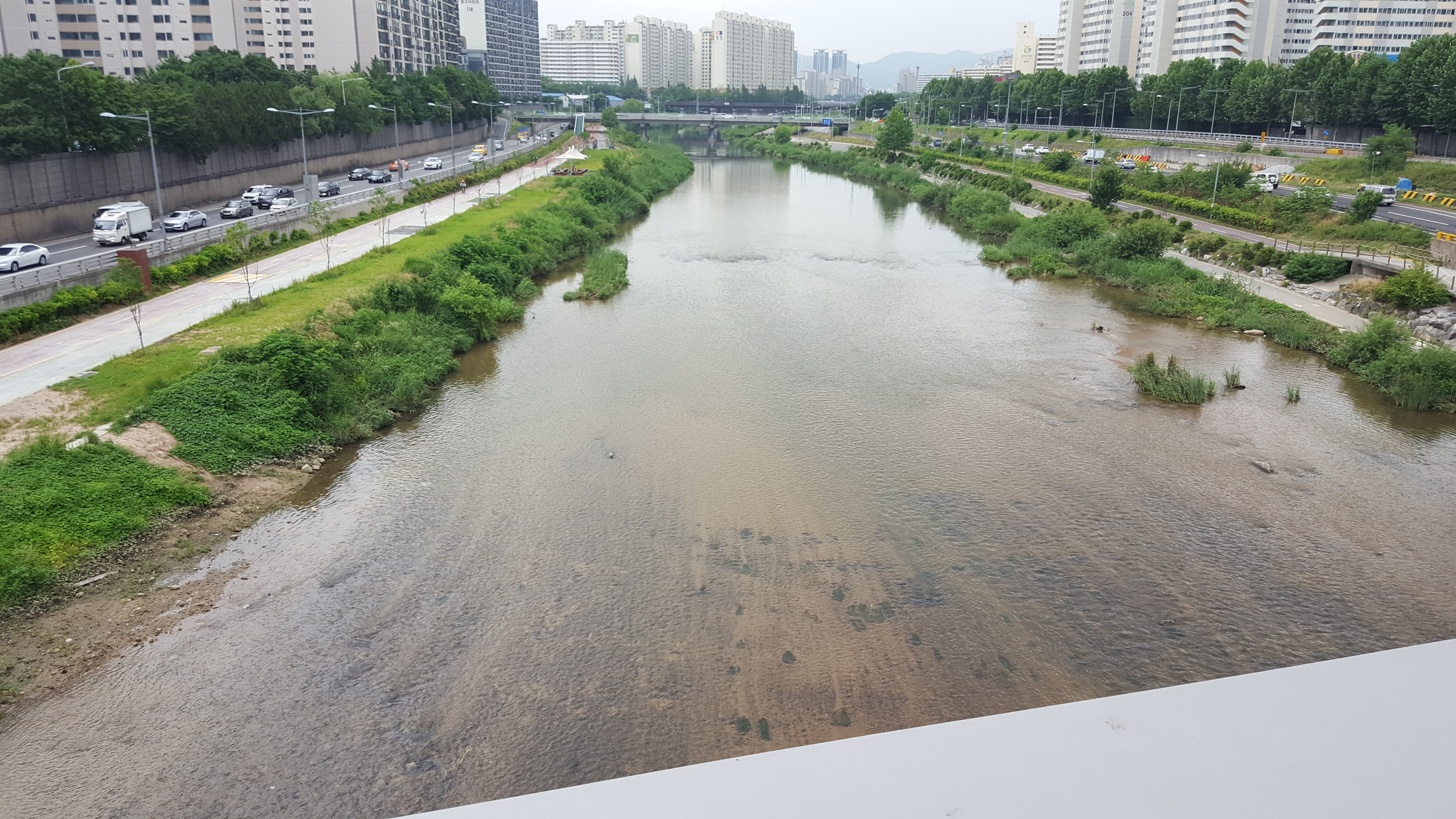
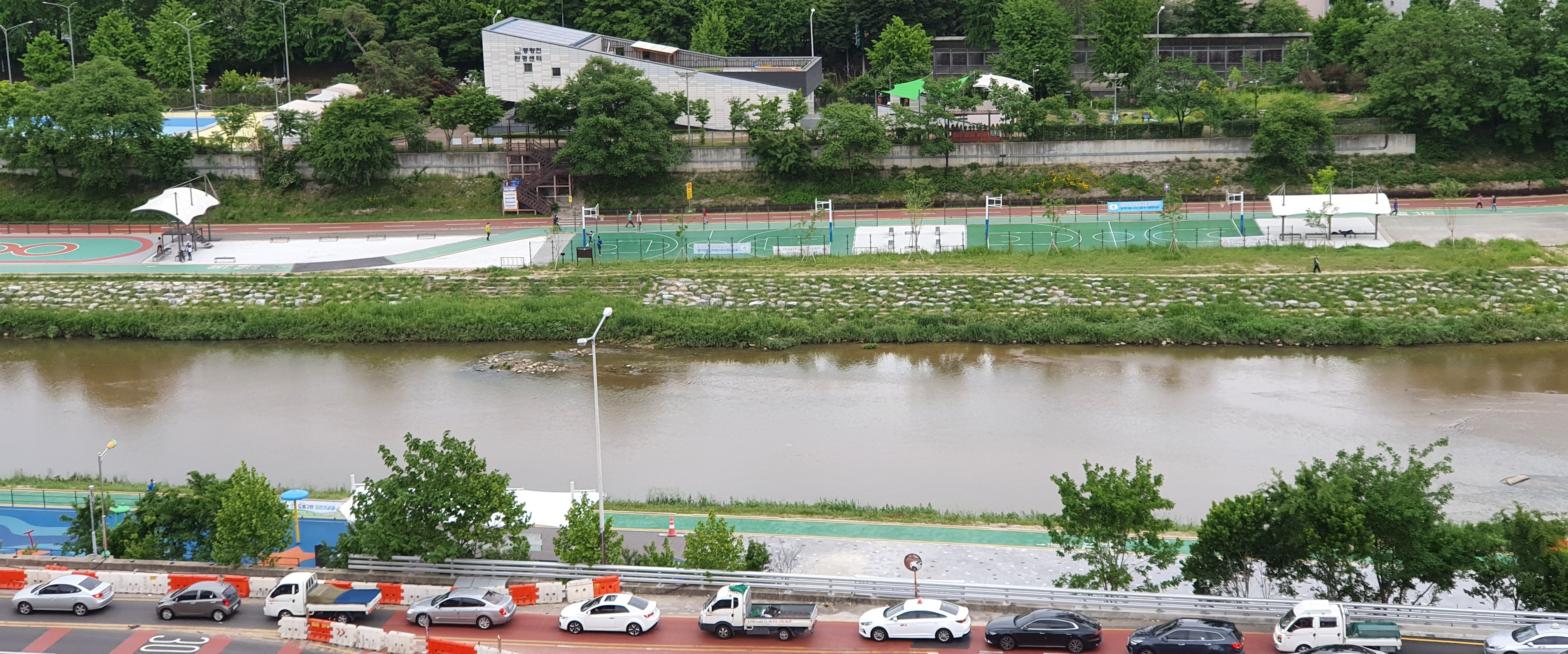
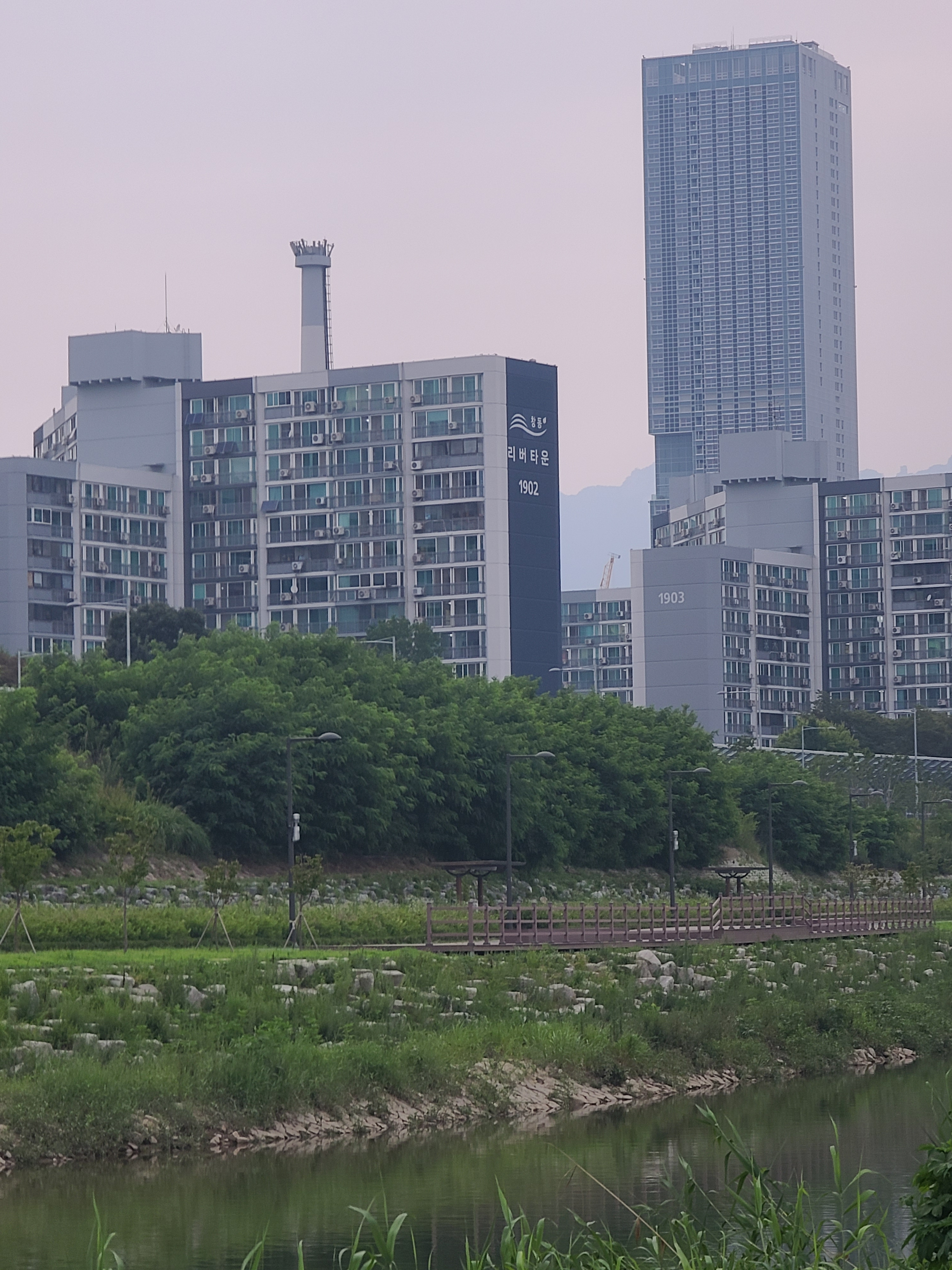
도봉구에 위치한 중랑천 공원의 모습
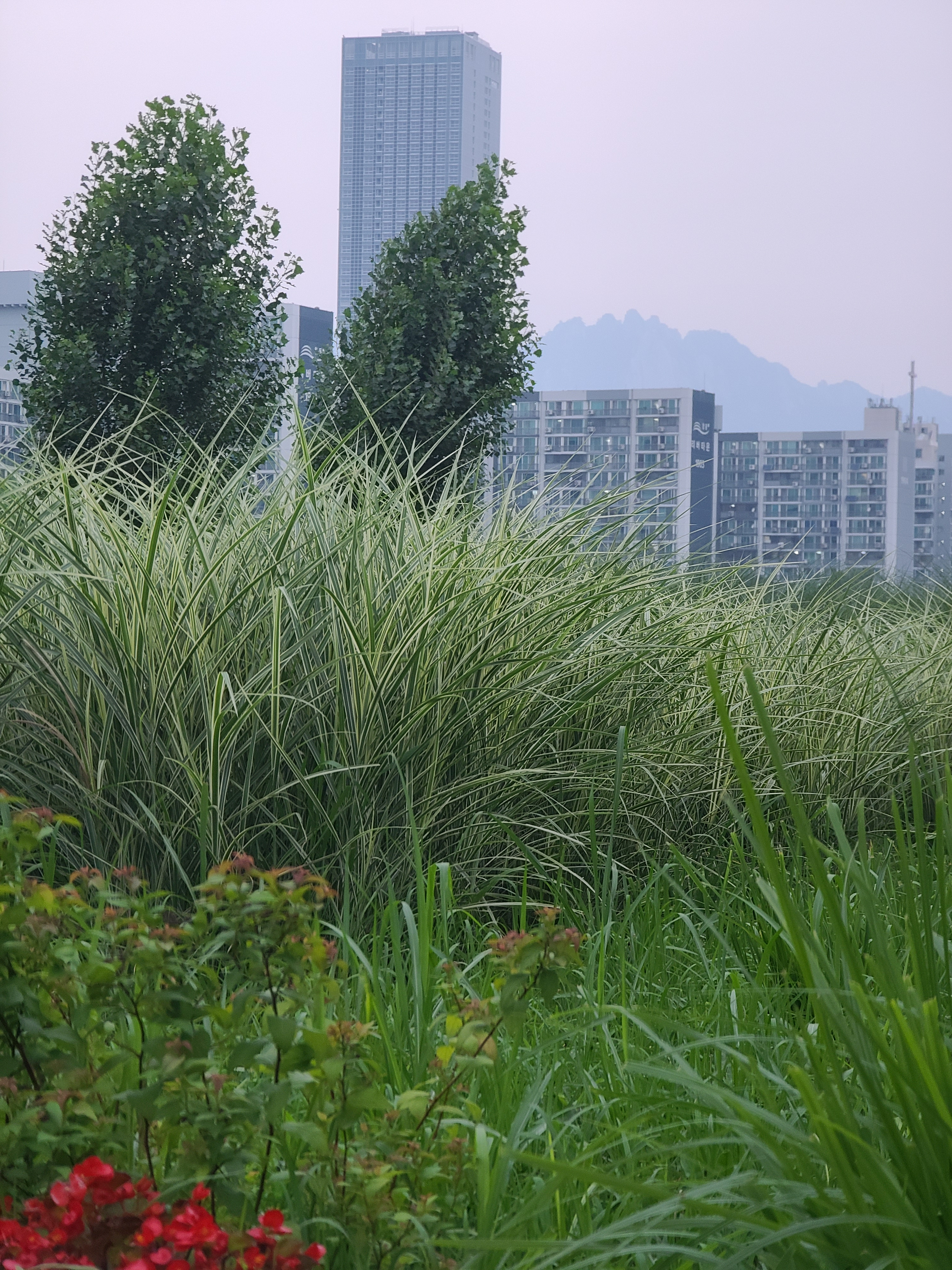
노원구에 위치한 중랑천 공원의 모습